# Thamnium moenkemeyeri
Thamnium moenkemeyeri là một loài Rêu trong họ Neckeraceae. Loài này được (Müll. Hal.) Kindb. miêu tả khoa học đầu tiên năm 1891.